# ジョン・ステュアート (第12代マリ伯爵)
第12代マリ伯爵ジョン・ステュアート（英語: John Stuart, 12th Earl of Moray、1797年1月25日 – 1867年11月8日）は、イギリスの貴族。

## 生涯
第10代マリ伯爵フランシス・ステュアートと1人目の妻ルーシー・スコット（Lucy Scott、1798年8月3日没、ジョン・スコットの次女）の次男として、1797年1月25日にエディンバラで生まれた。
1815年、ワーテルローの戦い（6月18日）の3週間後にコルネットとして第3竜騎兵連隊に入隊、1816年に中尉に昇進したが、1817年に半給になった。その後、1822年に第13竜騎兵連隊に転じ、1825年に半給の大尉に昇進、以降死去まで大尉に留まった。
1825年2月、首相リヴァプール伯爵の推薦でニューポート選挙区から出馬して庶民院議員に当選したが、会議に出席しないことが多く、発言の記録もなく、わずか2、3回投票した記録しかなかった。1826年イギリス総選挙には出馬せず議員を退任した。
1859年5月6日に兄フランシスが死去すると、マリ伯爵の爵位を継承した。
1867年11月8日にドゥーンで死去、生涯未婚だったため異母弟アーチボルド・ジョージが爵位を継承した。